# Кобер, Алиса
Алиса Кобер, англ. Alice Kober (23 декабря 1906 в Нью-Йорке — 16 мая 1950) — американский историк, археолог, классический филолог. Известна тем, что проделала всю «черновую» работу по дешифровке наиболее поздней версии критского письма — Линейного письма Б. Собрала картотеку из примерно 186000 карточек, на которых она выписывала различные варианты написания знаков критского письма, а также сравнивала слова с предположительно общими корнями, но различными окончаниями. Её работа позволила окончательно систематизировать все известные к тому времени сведения о критском письме и провести черновой грамматический анализ надписей.
Основываясь на её работах, Майкл Вентрис составил таблицу возможных совпадений гласных и согласных для знаков критского письма, благодаря чему он завершил дешифровку в 1952 г. Алиса Кобер умерла от рака, не дожив до этой новости.

## Биография
Элис Кобер родилась в манхэттенском квартале Йорквилл в небогатой семье выходцев из Венгрии — Франца и Катарины Кобер; у неё был младший брат Уильям. Училась в женской школе при «Хантер-колледже», в 1924 году заняла третье место на конкурсе старшеклассников, за что получила приз — стипендию 100 долларов ежегодно в течение четырёх лет. Затем Кобер училась в «Хантер-колледже» и окончила его с отличием. В 1928 году стала членом студенческого общества «Фи Бета Каппа». Окончив Колумбийский университет, в 1932 году получила докторскую степень (PhD). Кобер преподавала историю и латинский язык в Бруклинском колледже, знала много языков. Чтобы помочь слабовидящим студентам, Кобер переводила учебные материалы в систему Брайля.
Элис Кобер не была замужем, жила с матерью (отец умер в 1935 году, возможно, от рака желудка) в бруклинском районе Флэтбуш. Известно, что Кобер была заядлой курильщицей.
В 1946 году она получила грант Фонда Гуггенхайма, что позволило ей на год оставить преподавание и вплотную заняться дешифровкой линейного письма Б. В 1947 году Кобер совершила путешествие в Англию, чтобы скопировать имеющиеся изображения «минойских табличек», хранившихся у Джона Майерса. Впоследствии Кобер помогала Майерсу подготовить публикацию «Scripta Minoa II», хотя её взгляды на классификацию «минойских табличек» отличались от взглядов Майерса. В 1947 году Кобер вернулась преподавать в Бруклинский колледж, во время каникул в 1948 году она ещё раз посетила Майерса в Оксфорде. Летом 1949 года состояние здоровья Кобер значительно ухудшилось, она перенесла хирургическую операцию; осенью того же года провела ещё несколько недель в больнице. В январе 1950 года Бруклинский колледж сделал ее адъюнкт-профессором, но к преподаванию Кобер уже не вернулась — она умерла 16 мая 1950 года в возрасте 43 лет.

## Сочинения
- Рецензия на неудачные попытки дешифровки критского письма (на английском языке)